# Leonardo Baumbach
Leonardo Baumbach (ur. 1855, zm. 1915) – duchowny katolicki, biskup ordynariusz nikopolski w latach 1915–1916.

## Życiorys
Urodził się w 11 czerwca 1855 roku. Po ukończeniu szkoły średniej rozpoczął studia teologiczne wstępując do zakonu pasjonistów. Następnie otrzymał święcenia kapłańskie. Został skierowany do pracy duszpasterskiej w Bułgarii. 1 marca 1910 roku papież Pius X mianował go koadiutorem diecezji nikopolskie, przydzielając mu tytuł biskupa tytularnego Gerasy. Po przejściu na emeryturę biskupa Henri Doulceta został w 1913 roku jego następcą. Zmarł dwa lata później.